# Tournoi de tennis de Parme
Le tournoi de Parme est un tournoi de tennis professionnel masculin et féminin, joué à Parme (Italie). Il est apparu pour la première fois sur le circuit masculin en 2019 en catégorie Challenger et se joue sur terre battue.
En avril 2021, l'ATP et la WTA décident exceptionnellement de faire jouer deux tournois de catégorie ATP 250 et WTA 250 sur deux semaines en mai en raison de la pandémie de Covid-19 qui a bouleversé le calendrier initial.

## Palmarès messieurs

### Simple
| No | Date       | Nom et lieu du tournoi                         | Catégorie  | Dotation  | Surface      | Vainqueur           | Finaliste            | Score            |         |
| -- | ---------- | ---------------------------------------------- | ---------- | --------- | ------------ | ------------------- | -------------------- | ---------------- | ------- |
| 1  | 17-06-2019 | Internazionali di Tennis Emilia Romagna, Parme | Challenger | 46 600 €  | Terre (ext.) | Tommy Robredo       | Federico Gaio        | 7-610, 5-7, 7-66 |         |
| 2  | 05-10-2020 | Internazionali di Tennis Emilia Romagna, Parme | Challenger | 132 280 € | Terre (ext.) | Frances Tiafoe      | Salvatore Caruso     | 6-3, 3-6, 6-4    |         |
| 3  | 02-11-2020 | Internazionali di Tennis Città di Parma, Parme | Challenger | 44 820 €  | Terre (ext.) | Cedrik-Marcel Stebe | Liam Broady          | 6-4, 6-4         |         |
| 4  | 23-05-2021 | Emilia-Romagna Open, Parme                     | ATP 250    | 480 000 € | Terre (ext.) | Sebastian Korda     | Marco Cecchinato     | 6-2, 6-4         | Tableau |
| 5  | 13-06-2022 | Emilia-Romagna Tennis Cup, Parme               | Challenger | 134 920 € | Terre (ext.) | Borna Ćorić         | Elias Ymer           | 7-64, 6-0        |         |
| 6  | 03-10-2022 | Parma Challenger by Iren, Parme                | Challenger | 134 920 € | Terre (ext.) | Timofey Skatov      | Jozef Kovalík        | 7-5, 62-7, 6-4   |         |
| 7  | 19-06-2023 | Emilia-Romagna Tennis Cup, Montechiarugolo     | Challenger | 145 000 € | Terre (ext.) | Alexandre Müller    | Francesco Maestrelli | 6-1, 6-4         |         |
| 8  | 17-06-2024 | Emilia-Romagna Tennis Cup, Sassuolo            | Challenger | 148 625 € | Terre (ext.) | Jesper de Jong      | Daniel Altmaier      | 7-65, 6-1        |         |

### Double
| No | Date       | Nom et lieu du tournoi                         | Catégorie  | Dotation  | Surface      | Vainqueurs                                  | Finalistes                         | Score             |         |
| -- | ---------- | ---------------------------------------------- | ---------- | --------- | ------------ | ------------------------------------------- | ---------------------------------- | ----------------- | ------- |
| 1  | 17-06-2019 | Internazionali di Tennis Emilia Romagna, Parme | Challenger | 46 600 €  | Terre (ext.) | Laurynas Grigelis Andrea Pellegrino         | Ariel Behar Gonzalo Escobar        | 1-6, 6-3 [10-7]   |         |
| 2  | 05-10-2020 | Internazionali di Tennis Emilia Romagna, Parme | Challenger | 132 280 € | Terre (ext.) | Marcelo Arévalo Tomislav Brkić              | Ariel Behar Gonzalo Escobar        | 6-4, 6-4          |         |
| 3  | 02-11-2020 | Internazionali di Tennis Città di Parma, Parme | Challenger | 44 820 €  | Terre (ext.) | Grégoire Barrère Albano Olivetti            | Sadio Doumbia Fabien Reboul        | 6-2, 6-4          |         |
| 4  | 23-05-2021 | Emilia-Romagna Open, Parme                     | ATP 250    | 480 000 € | Terre (ext.) | Simone Bolelli Máximo González              | Oliver Marach Aisam-Ul-Haq Qureshi | 6-3, 6-3          | Tableau |
| 5  | 13-06-2022 | Emilia-Romagna Tennis Cup, Parme               | Challenger | 134 920 € | Terre (ext.) | Luciano Darderi Fernando Romboli            | Denys Molchanov Igor Zelenay       | 6-2, 6-3          |         |
| 6  | 03-10-2022 | Parma Challenger by Iren, Parme                | Challenger | 134 920 € | Terre (ext.) | Tomislav Brkić Nikola Čačić                 | Luis David Martínez Igor Zelenay   | 6-2, 6-2          |         |
| 7  | 19-06-2023 | Emilia-Romagna Tennis Cup, Montechiarugolo     | Challenger | 145 000 € | Terre (ext.) | Jonathan Eysseric Miguel Ángel Reyes-Varela | Luca Margaroli Ramkumar Ramanathan | 6-2, 6-3          |         |
| 8  | 17-06-2024 | Emilia-Romagna Tennis Cup, Sassuolo            | Challenger | 148 625 € | Terre (ext.) | Marco Bortolotti Matthew Romios             | Ryan Seggerman Patrik Trhac        | 7-67, 2-6, [11-9] |         |

## Palmarès dames

### Simple
| No | Date       | Nom et lieu du tournoi     | Catégorie | Dotation  | Surface      | Vainqueure       | Finaliste        | Score         |         |
| -- | ---------- | -------------------------- | --------- | --------- | ------------ | ---------------- | ---------------- | ------------- | ------- |
| 1  | 16-05-2021 | Emilia Romagna Open, Parme | WTA 250   | 235 238 $ | Terre (ext.) | Cori Gauff       | Wang Qiang       | 6-1, 6-3      | Tableau |
| 2  | 26-09-2022 | Parma Ladies Open, Parme   | WTA 250   | 251 750 $ | Terre (ext.) | Mayar Sherif     | María Sákkari    | 7-5, 6-3      | Tableau |
| 3  | 18-09-2023 | Parma Ladies Open, Parme   | WTA 125   | 115 000 $ | Terre (ext.) | Ana Bogdan       | A.K. Schmiedlová | 7-5, 6-1      | Tableau |
| 4  | 13-05-2024 | Parma Ladies Open, Parme   | WTA 125   | 115 000 $ | Terre (ext.) | A.K. Schmiedlová | Mayar Sherif     | 7-5, 2-6, 6-4 | Tableau |
| 5  | 12-05-2025 | Parma Ladies Open, Parme   | WTA 125   | 115 000 $ | Terre (ext.) | Mayar Sherif     | Victoria Mboko   | 6-4, 6-4      | Tableau |

### Double
| No | Date       | Nom et lieu du tournoi    | Catégorie | Dotation  | Surface      | Vainqueures                          | Finalistes                              | Score            |         |
| -- | ---------- | ------------------------- | --------- | --------- | ------------ | ------------------------------------ | --------------------------------------- | ---------------- | ------- |
| 1  | 16-05-2021 | Emilia Romagna Open Parme | WTA 250   | 235 238 $ | Terre (ext.) | Cori Gauff Caty McNally              | Darija Jurak Andreja Klepač             | 6-3, 6-2         | Tableau |
| 2  | 26-09-2022 | Parma Ladies Open Parme   | WTA 250   | 251 750 $ | Terre (ext.) | Anastasia Dețiuc Miriam Kolodziejová | Arantxa Rus Tamara Zidanšek             | 1-6, 6-3, [10-8] | Tableau |
| 3  | 18-09-2023 | Parma Ladies Open Parme   | WTA 125   | 115 000 $ | Terre (ext.) | Dalila Jakupović Irina Khromacheva   | Anna Bondár Kimberley Zimmermann        | 6-2, 6-3         | Tableau |
| 4  | 13-05-2024 | Parma Ladies Open Parme   | WTA 125   | 115 000 $ | Terre (ext.) | Anna Danilina Irina Khromacheva      | Elixane Lechemia Ingrid Gamarra Martins | 6-1, 6-2         | Tableau |
| 5  | 12-05-2025 | Parma Ladies Open Parme   | WTA 125   | 115 000 $ | Terre (ext.) | Jesika Malečková Miriam Škoch        | Sabrina Santamaria Tang Qianhui         | 6-2, 6-0         | Tableau |